# قرار مجلس الأمن التابع للأمم المتحدة رقم 7
قرار مجلس الأمن التابع الأمم المتحدة رقم 7، الذي اعتمد في 26 يونيو عام 1946، الذي كان موضوعه حول قضية إسبانيا الدكتاتورية وعلى السلم والأمن الدوليين. وعلى الحرب العالمية الثانية التي قد إنتهت قبل عام.